# Cala d’Estellencs
Cala d'Estellencs (auch Cala Estellencs) ist eine Bucht an der Westküste der spanischen Baleareninsel Mallorca.

## Lage und Beschreibung

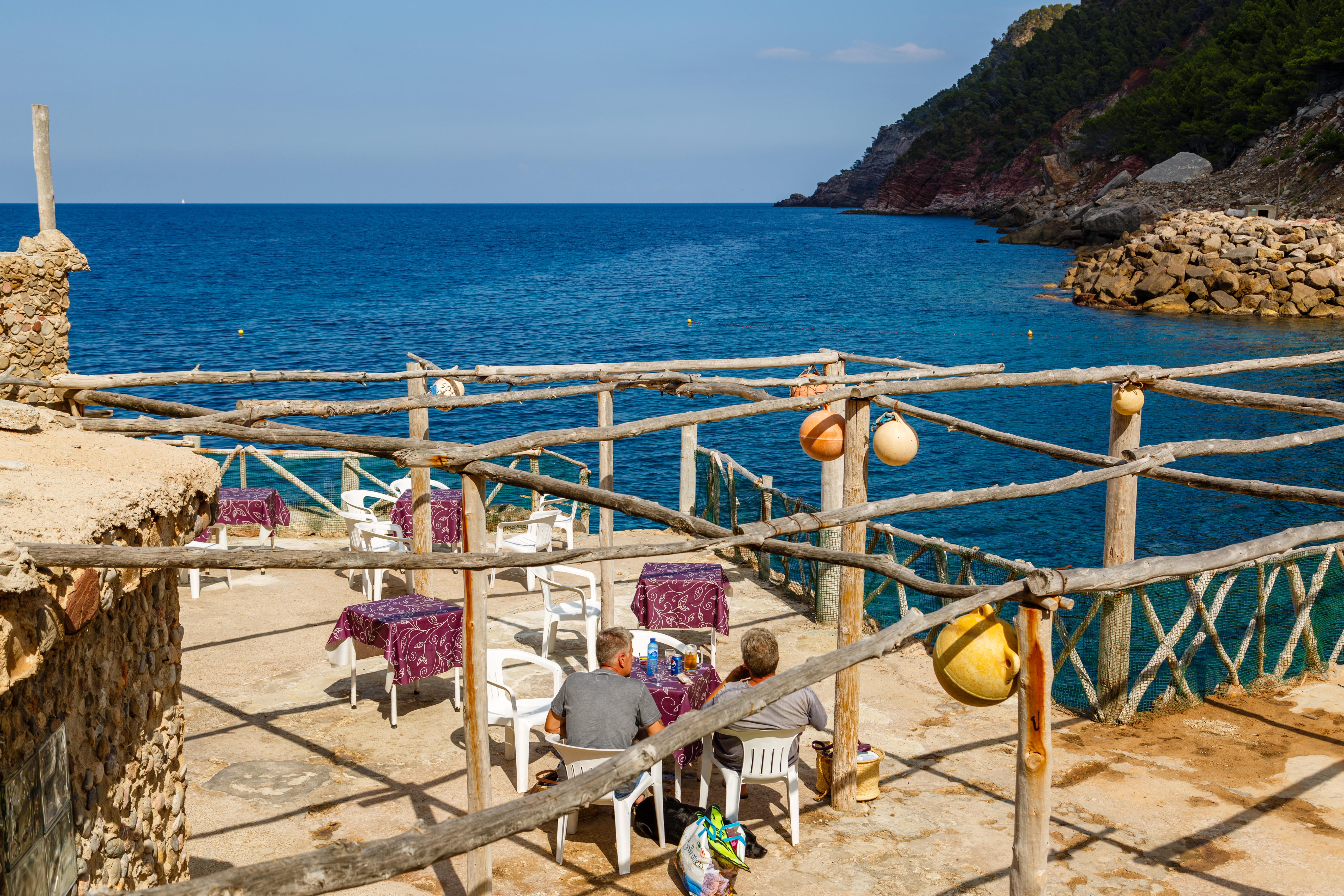
Cala d'Estellencs, Strandbar

Die Bucht Cala d'Estellencs befindet sich ca. 1,5 km nordwestlich der Gemeinde Estellencs. Der nächste Hafen ist Port d’Andratx und liegt ca. 13 Seemeilen in südwestlicher Richtung.
Die kleine Bucht ist mit ihrem rund 80 Meter langen und ca. 10 Meter breiten Strand aus Felsen, Steinen und Kies zum Baden weniger geeignet und dient vorwiegend als Anlegeplatz für kleine Fischer- und Sportboote. Die Fischerboote können außerhalb des Wassers in steinernen Bootshäusern untergebracht werden, um sie vor Stürmen zu schützen. Rund um die Bucht erheben sich hohe senkrechte Wände aus rotem Lehm und mit Pinien bewachsene Hänge. In der Bucht mündet der Wildbach Son Fortuny ins Meer. Bei der Bucht befindet sich auch eine kleine Strandbar, in welcher in der Hauptsaison Getränke und Snacks angeboten werden.

## Zugang

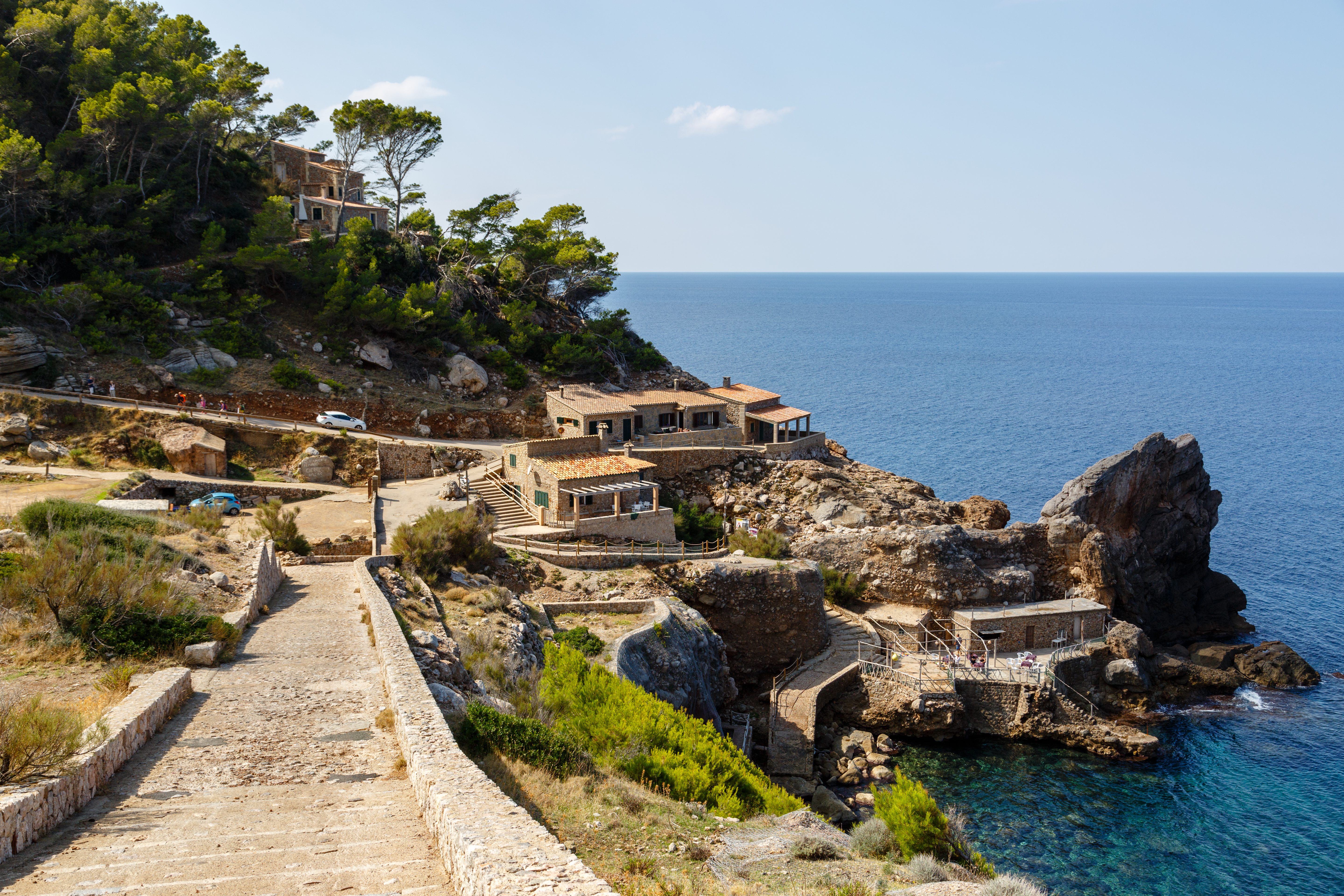
Cala d'Estellencs, Zugang von der Carretera al Mar

Von der Ma-10 führen in Estellencs zwei abschüssige, ca. 1,9 km lange Straßen (Carretera al Puerto bzw. Carretera al Mar) auf einen kleinen Parkplatz oberhalb der Bucht. Beide Strecken lassen sich auch gut zu Fuß bewältigen und bieten traumhafte Ausblicke auf Estellencs und den 1027 Meter hohen Puig de Galatzó.